# Глебский, Юрий Васильевич
Глебский Юрий Васильевич (1927 — 01.08.1977) — советский математик. Автор 0-1 закона в математической логике:
при стремлении мощности универсума к бесконечности доля выполнимости любого предложения, не содержащего нульместных предикатов, стремится к 0 или к 1. Из доказательства Ю. В. Глебского следует алгоритмическая разрешимость асимптотической истинности в логике первого порядка. М. И. Лиогонький в своей диссертации исследовал понятие условной доли выполнимости. В. А. Таланов и В. В. Князев распространили (0-1)-закон на некоторые классы бесконечных формул и на многозначные логики.

## Известные ученики
Валерий Николаевич Шевченко (1940—2024) — российский математик, доктор физико-математических наук, заведующий кафедрой МЛиВА ВМК ННГУ.
Александр Александрович Марков (1937—1994) — признанный специалист по теории кодирования, автор монографии «Введение в теорию кодирования» (М.: Наука, 1982).

## Основные работы
- Глебский Ю. В. Сходимость по площади и сходимость по функционалу // Математический сборник. — Т. 30 (72), вып. 3. — М.: изд-во Академии наук, 1952. — С. 529—542.
- Глебский Ю. В. О характеристических свойствах решений регулярных и квазирегулярных задач вариационного исчисления // Доклады Академии наук СССР. — 1957. — Т. 116, № 6. — С. 910—912.
- Глебский Ю. В. Кодирование с помощью конечных автоматов // Доклады Академии наук СССР. — 1961. — Т. 141, № 5. — С. 1054—1058.
- Глебский Ю. В. Осуществимые последовательности в конечных автоматах // Проблемы кибернетики. — М., 1961. — Вып. 5. — С. 279—282.
- Глебский Ю. В. К вопросу оптимизации плана работ // Известия высших учебных заведений Радиофизика. — 1963. — Т. 6, № 5. — С. 1034—1051.
- Глебский Ю. В., Шевченко В. Н. О составлении оптимального графика работ // Проблемы кибернетики. — М., 1963. — Вып. 10. — С. 275—279.
- Глебский Ю. В., Шевченко В. Н. О составлении оптимального расписания работы на n станках // Труды по вопросам применения электронных вычислительных машин в народном хозяйстве. Горький: ГГУ, 1964. — С. 31-34.
- Глебский Ю. В., Дудич А. М., Коган Д. И., Лиогонький М. И., Марков Ал. А. Алгоритмы, осуществляемые повторяющимися применениями конечных автоматов // Проблемы кибернетики. — М., 1965. — Вып. 13. — С. 241—243.
- Глебский Ю. В., Таланов В. А. Некоторые определения для описания систем, изменяющихся во времени // Известия высших учебных заведений. Радиофизика. — ГГУ, 1968. — Т. 11, № 11. — С. 1730—1736.
- Глебский Ю. В., Коган Д. И., Лиогонький М. И., Таланов В. А. Объем и доля выполнимости формул узкого исчисления предикатов // Кибернетика. — 1969. — № 2 — С. 17-26.
- Глебский Ю. В. Об одном классе множеств слов // Известия ВУЗов Радиофизика. — изд-во ГГУ, 1970. — Т.13, № 8. — С. 1256—1258.
- Глебский Ю. В., Коган Д. И. Аддитивно управляемые системы и языки: некоторые алгоритмические проблемы // Кибернетика. — 1971. — № 4 — С. 25-29.
- Глебский Ю. В., Гордон Е. И. Асинхронные автоматы и логические языки // Автоматика и телемеханика. — 1974. — № 10 — С. 154—159.
- Глебский Ю. В., Гордон Е. И. Асинхронные автоматы с задержками и логические языки // Автоматика и телемеханика. — 1974. — № 12. — С. 143—148.
- Глебский Ю. В. Об устойчивости асинхронных автоматов // Автоматика и телемеханика. — 1976. — № 12. — С.114-119.